# Midgee monteithi
Midgee monteithi är en spindelart som beskrevs av Davies 1995. Midgee monteithi ingår i släktet Midgee och familjen mörkerspindlar.
Artens utbredningsområde är Queensland. Inga underarter finns listade i Catalogue of Life.